# Kaplica św. Sebastiana w Niedźwiedziu
Kaplica św. Sebastiana w Niedźwiedziu – murowana kaplica w miejscowości Niedźwiedź, pełniąca rolę kościoła pomocniczego miejscowej parafii.
Pierwszy drewniany kościół w Niedźwiedziu ufundował Sebastian Lubomirski w 1593 i służył erygowanej w 1605 parafii do 1 listopada 1695, kiedy to spłonął w pożarze. Rok później wnuk fundatora zadbał o odbudowę kościoła. W 1846 dobudowano do niego murowaną kaplicę, w której stanął ołtarz poświęcony Najświętszemu Sercu Pana Jezusa. W 1850 dobudowano jeszcze wieżę. Kościół konsekrował biskup Kazimierz Łubieński.
Drewniana część kościoła spłonęła 6 czerwca 1992. Ocalały jedynie figura Najświętszej Maryi Panny oraz 11 stacji Drogi Krzyżowej, namalowanej przez Jana Bulasa.
Ocalała kaplica Najświętszego Serca Pana Jezusa jest obecnie częścią kaplicy św. Sebastiana, która stanęła na pogorzelisku w 1992. W ołtarzu kaplicy umieszczono ocalałą figurę Maryi. Przed prezbiterium zawisły obrazy Niepokalanie Poczęta oraz Jezu, Ufam Tobie. W czterech przykościelnych kapliczkach, które kiedyś sąsiadowały ze spalonym kościołem, umieszczono wizerunki Ewangelistów. Brakujące stacje Drogi Krzyżowej domalowała Ewa Gruchalska.